# Plectorhinchus chrysotaenia
Plectorhinchus chrysotaenia es una especie de peces de la familia Haemulidae en el orden de los Perciformes.

## Morfología
• Los machos pueden llegar alcanzar los 41 cm de longitud total.

## Distribución geográfica
Se encuentra desde Singapur y Filipinas hasta las Islas Salomón, las Islas Ryukyu, la Gran Barrera de Coral y Nueva Caledonia.